# Michele Pantaleone
Luigi Michele Pantaleone (Villalba, 30 novembre 1911 - Palerme, 12 février 2002) est un homme politique et sociologue italien.
Membre du PSI sicilien puis proche du PCI, il milite après la Seconde Guerre mondiale au sein du mouvement paysan et antimafia. Il est l'un des pionniers de l'étude des relations entre le monde politique sicilien et la mafia et l'auteur de la thèse d'un accord entre la mafia italo-américaine et les Alliés pour le débarquement en Sicile en 1943. 

## Biographie

### Origines et militantisme socialiste
Fils de Gennaro Pantaleone, avocat républicain et antimafieux, Michele Pantaleone grandit à Villalba, fief du puissant mafieux Calogero Vizzini. Ayant refusé d'épouser un nièce de don Calò, il dit être resté célibataire pour éviter de provoquer la colère meurtrière du parrain, aux côtés duquel il est nommé adjoint de Villalba par les Alliés.
Géomètre de formation, devenu secrétaire du Parti socialiste à Villalba, il y organise le 16 septembre 1944, un meeting avec le premier secrétaire du Parti communiste sicilien qu'il secourt lorsqu'il est visé par des tirs de grenades et des balles alors qu'il accusait Vizzini de d'exploiter les paysans.
Il est élu député régional au sein du Blocco del Popolo lors des élections régionales de 1947 en Sicile, en remplacement de Pompeo Colajanni également élu par le collège de Palerme.

### Mafia e politica
Alors que plusieurs syndicalistes et communistes sont tués par la mafia, Pantaleone, par ailleurs membre de la direction de la Ligue des coopératives, soutient l'occupation de terres incultes et commence à écrire sur les exactions de la mafia dans plusieurs journaux de gauche, malgré des menaces. 
Ainsi, dans la série d'articles Tutto sulla mafia consacrée par L'Ora entre octobre et décembre 1958 à la montée du phénomène mafieux encore négligé voire nié à l'époque, il signe avec Nino Sorgi, une biographie en quatre parties de Calogero Vizzini, « Don Calò : vita di un capo », notamment sur son rôle dans la préparation et le déroulement du débarquement allié en Sicile. Il affirme que Vizzini a préparé l'accueil des Alliés en Sicile tandis que Lucky Luciano aidait le commandement américain, des avions arborant des écharpes jaunes portant l'initiale du chef new-yorkais comme signe de reconnaissance.
Après avoir collaboré avec Danilo Dolci, il publie, avec le soutien de Carlo Levi qui signe la préface, Mafia e politica : all’origine di « Cosa Nostra » en 1962, « essai fondateur sur les liens entre politique et mafia en Sicile ». Cet essai à succès connait un grand retentissement publique et politique puisqu'il accuse le parti dominant en Sicile, la Démocratie chrétienne, d'avoir accueilli de nombreux membres de la mafia, et qu'il est le premier à offrir une analyse de l'organisation de Cosa nostra encore méconnue voire niée. Il reprend également l'histoire publiée dans L'Ora, alimentant l'idée que Cosa nostra, affaibli par l'action du préfet fasciste Cesare Mori, renaît par la volonté des Américains. Elle permet au peuple de gauche pro-soviétique, écarté du pouvoir par la DC pro-atlantique, de sous-entendre la collusion entre mafia et démocrates-chrétiens (plus particulièrement le courant de Fanfani en Sicile), et l'ingérence américaine. Elle plait également à l'extrême droite en imputant la défaite fasciste, moins aux faiblesses du régime qu'à l'intervention officieuse de la mafia combattue par Mussolini.
Mais cette version est contredite dès 1963 dans les colonnes de l'Ora par le témoignage du mafieux Nick Gentile pour qui les accords entre mafia et Alliés portaient essentiellement sur l'organisation du marché noir. Pourtant largement reprise par la suite (notamment par Nicola Tranfaglia en 2004 et par Giuseppe Casarrubea et Mario Josè Cereghino en 2013), elle est contestée par de nombreux historiens dont  Francesco Renda, Rosario Mangiameli, Manoela Patti ou Salvatore Lupo.

### Intellectuel antimafia
Aux élections régionales de 1967, il entre à nouveau à l'Assemblée régionale sicilienne à la faveur du désistement de Colajanni qui préfère représenter le collège d'Enna à celui de Caltanissetta et siège parmi les communistes avec lesquels il se brouille plus tard.
En 1969, il publie Antimafia occasione mancata qui s'appuie sur les travaux de la Commission parlementaire antimafia partiellement diffusés auprès du grand public, et dans lequel il dénonce les « occasions manquées » judiciaires pour lutter contre la mafia au profit de « basse politique ». Il est l'auteur de 14 livres et 5 000 articles (parus dans L'Ora, I Siciliani, Stampa sera, Giornale di Sicilia, L'Espresso, L'Europeo…) consacrés à Cosa nostra, et figure comme l'un des premiers dans les années 1960 à étudier en détail le phénomène mafieux sicilien. 
Ses écrits lui valent plusieurs procès en diffamation, de la part notamment de Bernardo Mattarella qui le fait condamner, et de Calogero Volpe à la fin des années 1960 pour lequel il est relaxé, et de Giovanni Gioia en 1975, contre qui il gagne également après avoir bataillé avec la commission antimafia pour obtenir les documents consacrés au député.  
Il témoigne plusieurs fois auprès de la Commission parlementaire antimafia et, dans les années 1980, les juges Giovanni Falcone et Paolo Borsellino le sollicitent pour mieux comprendre les rouages du crime organisé local. Menacé, il bénéficie d'une protection.
Dans sa propriété de Villalba, appelée Carrubbo, il plante 312 oliviers.
En 2017, la municipalité de Palerme donne son nom à une rue.

## Ouvrages
En italien
- I casi di Villalba ovvero del malcostume amministrativo del paternalismo e delle complicità. Un Grosso scandalo che va oltre i confini di un piccolo paese, Turin, Priulla, 1957.
- Alcuni aspetti dell'economia agricola siciliana, Palerme, La cartografica, 1960.
- Mafia e politica, all’origine di « Cosa Nostra ». 1943-1962, Turin, Einaudi, 1962.
- Mafia e droga, Turin, Einaudi, 1966.
- Antimafia: occasione mancata, Turin, Einaudi, 1969.
- Il sasso in bocca. Mafia e Cosa nostra, Bologne, Cappelli, 1970.
- L'industria del potere, Bologne, Cappelli, 1972.
- La mafia oggi, in La mafia, Catane, LiTES, 1972.
- L'antimafia in tribunale, Naples, Centro editoriale del Mezzogiorno, 1976.
- Un processo a Palermo, Palerme, Misuraca, 1979.
- A cavallo della tigre, Palerme, Flaccovio, 1984.
- Il sonno e la ragione. Cultura, editoria ed informazione in Sicilia oggi, avec Giuseppe Zagarrio, Nino Recupero, Giancarlo Lo Curzio e Graziella Priulla, Pozzallo, Culturanuova, 1984.
- Mafia: pentiti?, Bologne, Cappelli, 1985.
- Mafia e antimafia, Naples, Pironti, 1992.  (ISBN 88-7937-038-3).
- Omertà di stato. Da Salvatore Giuliano a Totò Riina, Naples, Pironti, 1993.  (ISBN 88-7937-084-7).

En français
- Mafia et politique, Gallimard, 1965  (ISBN 978-2070248889)[13]